# 275 v. Chr.
Portal Geschichte | Portal Biografien | Aktuelle Ereignisse | Jahreskalender | Tagesartikel

◄ |
4. Jahrhundert v. Chr. |
3. Jahrhundert v. Chr. |
2. Jahrhundert v. Chr. |
►

◄ | 290er v. Chr. | 280er v. Chr. | 270er v. Chr. | 260er v. Chr. |
250er v. Chr. |
►

◄◄ | ◄ | 278 v. Chr. | 277 v. Chr. | 276 v. Chr. | 275 v. Chr. |
274 v. Chr. |
273 v. Chr. |
272 v. Chr. |
► |
►►
Staatsoberhäupter

## Ereignisse

### Westliches Mittelmeer
- Nach dem Abzug des Pyrrhus aus Sizilien wird in Syrakus Hieron II. zum Militärkommandeur ernannt.
- Die Schlacht bei Beneventum ist die letzte Schlacht im Pyrrhischen Krieg zwischen Pyrrhus und der Römischen Republik. Nach der Niederlage in dieser Schlacht muss sich Pyrrhus nach Epirus zurückziehen. Tarent bleibt damit gegen die Römer weitgehend auf sich gestellt und nimmt Friedensverhandlungen auf. Der Ort der Schlacht hieß bis dahin Maleventum und wird von den Römern nun in Beneventum umbenannt. Der Sieg der Römer ist eine entscheidende Etappe bei deren Expansion im Süden Italiens. Auf dem Triumphzug in Rom werden in der Stadt erstmals Elefanten präsentiert.

### Östliches Mittelmeer
- um 275 v. Chr.: Eudamidas II. wird König von Sparta als Nachfolger von Archidamos IV.

### Asien
- Die meisten Einwohner der alten Stadt Babylon werden im nahen Seleukia angesiedelt.
- um 275 v. Chr.: Antiochos I. macht seinen ältesten Sohn Seleukos zum Mitkönig und Regenten der östlichen Landesteile des Seleukidenreichs.

## Geboren
- um 275 v. Chr.: Fabius Cunctator, römischer Feldherr und Politiker († 203 v. Chr.)

## Gestorben
- Demochares, athenischer Redner und Staatsmann (* um 355 v. Chr.)
- 276/75 v. Chr.: Krantor von Soloi, griechischer Philosoph